# Wilhelm Niesel
Wilhelm Niesel (* 7. Januar 1903 in Berlin; † 13. März 1988 in Frankfurt am Main) war ein deutscher reformierter Theologe. 

## Leben
Wilhelm Niesel, ein Sohn des Werkmeisters Paul Niesel und seiner Frau Ida, geb. Grauer, wurde katholisch getauft, aber 1918 konfirmiert, von Günther Dehn, der ihn in den folgenden Jahren in die Neuwerk-Bewegung einführte. Nach dem Abitur am Friedrichswerderschen Gymnasium begann Niesel 1922 sein Studium der Evangelischen Theologie an der Universität Berlin. Nach einem Semester an der Universität Tübingen bezog er im Oktober 1923 die Universität Göttingen, wo er sich eng an Karl Barth anschloss. Nach dem ersten theologischen Examen, das er 1926 beim Berliner Konsistorium ablegte, arbeitete er auf Vermittlung Barths mit dessen Bruder Peter bis Ende 1928 im Pfarrhaus von Madiswil (Kanton Bern) an einer Edition der Institutio Christianae Religionis von Johannes Calvin. Nach weiterer Ausbildung im Predigerseminar Wuppertal-Elberfeld wurde er im Februar 1930 aufgrund einer Untersuchung über Calvins Lehre vom Abendmahl an der Universität Münster (wohin Barth inzwischen gewechselt war) zum Lizentiaten promoviert. Im selben Jahr folgten die Ordination und eine Tätigkeit als Hilfsprediger in Wittenberge. Noch vor Jahresende wurde er Pastor der Reformierten Gemeinde Wuppertal-Elberfeld und zugleich Studieninspektor des dortigen Predigerseminars. 
Niesel schloss sich gemeinsam mit seinem Elberfelder Vorgesetzten Hermann Albert Hesse schon 1933 der Bekennenden Kirche an. Er war im Mai 1934 an der Erarbeitung der Barmer Theologischen Erklärung beteiligt und wurde im selben Monat in den Bruderrat der Kirche der Altpreußischen Union gewählt. Im Herbst 1934 holte Karl Koch, der Vorsitzende des Bruderrates und der Bekenntnissynode der Deutschen Evangelischen Kirche, ihn als seinen Referenten nach Bad Oeynhausen. Von dort wechselte er 1935 als Geschäftsführer des altpreußischen Bruderrates nach Berlin. Er betrieb dort die Gründung der Kirchlichen Hochschule für reformatorische Theologie mit Abteilungen in Berlin und Elberfeld und übernahm ab Herbst 1935 selbst die Dozentur für Systematische Theologie in Berlin-Zehlendorf. Daneben war er in der Bekennenden Kirche für die Theologenausbildung zuständig und arbeitete dabei eng mit Dietrich Bonhoeffer zusammen, den er schon aus Schulzeiten kannte.
Seit 1937 immer wieder im Visier der Gestapo und mehrmals kurzzeitig inhaftiert, wurde er 1940 aus Berlin ausgewiesen und mit einem Reichsredeverbot belegt. Im Dezember 1941 wurde er von einem Berliner Sondergericht zu sechs Monaten Freiheitsstrafe verurteilt, die aber durch die Untersuchungshaft bereits abgegolten war. Niesel wich angesichts einer drohenden Einberufung an die Hofkirche Breslau aus und erhielt 1943 Zuflucht als Pastor in Reelkirchen (Lippe).
Gleich nach Ende des Zweiten Weltkriegs wurde Niesel als Vertreter der reformierten Konfession in den Rat der in Gründung befindlichen Evangelischen Kirche in Deutschland berufen. In dieser Eigenschaft unterzeichnete er im Oktober 1945 die Stuttgarter Schulderklärung. 1946 wurde er zum Moderator (Vorsitzenden) des  Reformierten Bundes gewählt, ein Amt, mit dem er bis 1973 betraut blieb.
Ebenfalls 1946 wurde Niesel als Dozent für Systematische Theologie (ab 1951 mit dem Professorentitel) an die Kirchliche Hochschule Wuppertal berufen; die Stelle war verbunden mit dem Pfarramt in der kleinen reformierten Gemeinde Schöller. Beide Ämter hatte er bis 1968 inne. Seinen Ruhestand verlebte er in Königstein im Taunus.
Wilhelm Niesel war seit 1935 mit Susanna, geb. Pfannschmidt, verheiratet, die er im Umfeld Martin Niemöllers in Berlin kennengelernt hatte.

## Wirken
Als Vorsitzender des Reformierten Bundes und als Mitglied im Rat der EKD (beide Ämter gab er erst 1973 auf) war Niesel über Jahrzehnte eine der prägenden Gestalten im Protestantismus der Nachkriegszeit. Ihm lag daran, das Erbe der Bekennenden Kirche zu bewahren und fruchtbar zu machen. In den Auseinandersetzungen um die Wiederbewaffnung und den Militärseelsorgevertrag stand er auf der Seite von Martin Niemöller und Gustav Heinemann. Dabei setzte er sich trotz klarer Orientierung am reformierten Bekenntnis für eine enge Gemeinschaft innerhalb der EKD ein. Er unterstützte die Arnoldshainer Abendmahlsthesen von 1957 und die Leuenberger Konkordie von 1973.
Im Zentrum von Niesels theologischem Interesse blieb die Theologie Calvins, der er 1938 eine Monographie widmete. Sie wurde in mehrere Sprachen übersetzt und 1957 überarbeitet neu aufgelegt. Für die Opera selecta war er nach dem Tod Peter Barths 1940 allein zuständig. Auch zahlreiche Aufsätze widmete er dem Reformator. Ein weiterer Schwerpunkt waren die reformierten Bekenntnisschriften, die er in einer deutschsprachigen Ausgabe zugänglich machte. Daneben verfasste er ein Lehrbuch der Konfessionskunde (= „Symbolik“). Fünf Universitäten zeichneten ihn mit der Ehrendoktorwürde aus: die Universität Göttingen (1948), die University of Aberdeen (1954), die Universität Genf (1958), die Universität Straßburg (1964) und das Reformierte Kollegium in Debrecen (1967).
Über Deutschland hinaus engagierte Niesel sich in der weltweiten Ökumene. Von 1948 bis 1963 gehörte er dem Zentralausschuss des  Ökumenischen Rates der Kirchen (ÖRK) an. Von 1964 bis 1970 war er Präsident des Reformierten Weltbundes.

## Schriftlicher Nachlass
Der schriftliche Nachlass Niesels ist in verschiedenen kirchlichen Archiven überliefert. Unterlagen zum Kirchenkampf in Berlin befinden sich im Evangelischen Zentralarchiv in Berlin, andere Nachlassteile im Archiv der Lippischen Landeskirche in Detmold im Bestand des Reformierten Bundes sowie in der Johannes a Lasco Bibliothek in Emden.

## Schriften (Auswahl)
- Calvins Lehre vom Abendmahl. Kaiser, München 1930, 21935.
- Was heißt reformiert? Kaiser, München 1934. (Japanische Übersetzung: N. Watanabe, Tokio 1956).
- (als Hrsg.): Bekenntnisschriften und Kirchenordnungen der nach Gottes Wort reformierten Kirche. Kaiser, München 1938.
- Die Theologie Calvins. Kaiser, München 1938; 2. überarb. Auflage 1957; 31958.
  - The Theology of Calvin. Lutterworth Press, London 1956.
  - Karuban no shingaku. Biruherumu Nîzeru. Shinkyô Shuppan-sha, Tôkyô 1960.
  - Kálvin teológiája. Magyarországi Református Egyház, Budapest 1998, ISBN 963-300-737-2.
- Der Beitrag der Reformierten zum Neuaufbau der Evangelischen Kirche in Deutschland. Norden 1946.
- Der Weg der Bekennenden Kirche. Gotthelf-Verlag, Zürich 1947.
- Kirchliche Einheit und konfessionelle Bestimmtheit in der Evangelischen Kirche in Deutschland. Quell, Stuttgart 1948.
- (als Hrsg.): Um Verkündigung und Ordnung der Kirche. Die Bekenntnissynoden der Evangelischen Kirche der altpreußischen Union 1934-1943. Bechauf, Bielefeld 1949.
- Das Evangelium und die Kirchen. Ein Lehrbuch der Symbolik. Neukirchener Verlag, Neukirchen 1953, 21960.
  - The Gospel and the Churches. Translated by David Lewis. Westminster Press, Philadelphia, Pa. 1953.
  - Reformed Symbolics. A Comparison of Catholicism, Orthodoxy and Protestantism. Oliver and Boyd, Edinburgh 1962.
  - Az evangélium és az egyházak : a szimbolika tankönyve. Egyetemi Fokú Egységes Protestáns Teológiai Intézet, Kolozsvár 1979.
- Calvin-Bibliographie 1901–1959. Kaiser, München 1961.
- Gemeinschaft mit Jesus Christus. Vorträge und Voten zur Theologie, Kirche und ökumenischen Bewegung. Kaiser, München 1964.
- (als Hrsg. mit Robert Kurtz und Fritz Blanke:) 400 Jahre Zweites Helvetisches Bekenntnis. Geschichte und ökumenische Bedeutung. Zwingli-Verlag, Zürich 1966.
- Kirche unter dem Wort. Der Kampf der Bekennenden Kirche der altpreußischen Union 1933–1945 (= Arbeiten zur Geschichte des Kirchenkampfes. Ergänzungsreihe; Bd. 11). Vandenhoeck & Ruprecht, Göttingen 1978, ISBN 978-3-525-55556-9.
- Lobt Gott, den Herrn der Herrlichkeit. Theologie um Gottes Ehre. Christliche Verlagsanstalt, Konstanz 1983, ISBN 978-3-7673-6540-7.